# Passiflora karwinskii
Passiflora karwinskii es una especie fanerógama de la familia Passifloraceae.

## Clasificación y descripción de la especie
Planta herbácea rastrera o débilmente trepadora, de 70 cm a 2 m de largo, híspida; con varios tallos partiendo de una gruesa raíz leñosa; tallo ligeramente anguloso, estriado longitudinalmente, zarcillos a menudo vestigiales o ausentes; estípulas de 2.5 a 5(8) mm de largo y 0.5 a 3.5 mm de ancho, peciolos ascendentes, de (0.5)1 a 3(5) cm de largo, provistos cerca de la inserción de la hoja de un par de glándulas subsésiles, de 0.8 a 1.3 mm de largo y 1 a 1.2 mm de diámetro, hojas ampliamente ovadas en contorno general, de 2.3 a 6(8) cm de largo y 2.2 a 5(9) cm de ancho, (3)5 lobadas, margen entero a más o menos irregularmente serrado, glándulas laminares 0 a 3(4); flores solitarias o a veces geminadas en las axilas de las hojas, brácteas setáceas, de 2 a 6 mm de largo; flores blanquecinas, de 4 a 5 cm de diámetro; sépalos oblongo-triangulares, verdosos o blanquecinos, de 1.5 a 2.3 cm de largo y 7 a 9 mm de ancho; pétalos de 9 a 14 mm de largo y 2 a 5 mm de ancho; paracorola formada por una sola serie de filamentos de 10 a 18 mm de longitud, blanquecinos y con dos bandas moradas; androginóforo de 8 a 9 mm de largo, porción libre de los filamentos de 4 a 5 mm de largo, anteras de 3 a 5 mm de largo; ovario ovoide, glabro, estilos de 4 a 7 mm de largo; fruto ovoide, cónico, agudo hacia el ápice, de 3 a 4.5 cm de largo por 1.8 a 2.6 cm de diámetro, verdoso, con manchas blancas en la madurez; semillas obovoides, de ca. 4 mm de largo y ca. 2.5 mm de ancho, foveoladas a foveolado-reticuladas, arilo translúcido, blanquecino o amarillo pálido, de fuerte olor dulzón.

## Distribución de la especie
Especie endémica del centro-sur de México, en los estados de Michoacán, Puebla y Oaxaca.

## Ambiente terrestre
Generalmente se le encuentra en vegetación secundaria, a una altitud de 2100 m s. n. m. y florece en junio y julio.

## Estado de conservación
No se encuentra bajo ningún estatus de protección.